# Harry Haywood
Harry Haywood (South Omaha, 6 de fevereiro de 1898 — Nova Iorque, 4 de janeiro de 1985) foi um político dos Estados Unidos de ativa participação nos movimentos de defesa dos direitos dos negros nos EUA, sendo membro do Partido Comunista. Era negro e filho de ex-escravos. Foi aluno da Universidade Comunista dos Trabalhadores do Oriente.

## Vida
Em 1926, juntou-se a outros comunistas afro-americanos e viajou para a União Soviética para estudar o efeito do comunismo em questões raciais encontradas nos Estados Unidos. Seu trabalho lá resultou em sua seleção para ser o chefe do Departamento Negro do Partido Comunista. A plataforma do partido mudou no final da década de 1930 e começou a se afastar da defesa da autodeterminação afro-americana. Como a plataforma do partido mudou ao longo do tempo, Haywood perdeu sua posição dentro do partido. Seu trabalho também incluiu a criação de um grupo para ajudar no caso dos meninos de Scottsboro.

Haywood também foi um autor. Seu primeiro livro foi Negro Liberation, publicado em 1948. Após ser expulso de seu partido filiado, ele escreveu uma autobiografia chamada Black Bolshevik, que também foi publicada em 1978. Ele contribuiu com grande teoria para o pensamento marxista sobre a questão nacional dos afro-americanos em os Estados Unidos. Ele também foi um dos fundadores do movimento maoísta Novo Comunista.